# 高山質店
髙山質店（たかやましちてん）は、福岡県福岡市西区に本社を置く株式会社タカヤマが運営する質屋である。

## 沿革
- 1916年（大正5年）- 福岡県早良郡姪浜町（現在の福岡市西区姪浜）にて「髙山質屋」を創業（後の姪浜本店、2014年（平成26年）5月31日閉店）。
- 1962年（昭和37年）- 株式会社タカヤマを設立。
- 2004年（平成16年）- 熊本県熊本市に熊本インター店を開店。
- 2005年（平成17年）6月6日 - 福岡市博多区に千代店を開店。
- 2006年（平成18年）
  - 9月1日 - 販売古賀店を古賀市今の庄3-12-7から現在地に移転。質部古賀店は従来の通り古賀市今の庄3-12-7である。
  - 11月29日 - 福岡市南区に野間店を開店。
- 2007年（平成19年）
  - 4月26日 - 福岡市博多区に半道橋店を開店。
  - 7月4日 - 福重店を福岡市西区福重3-30-7から現在地に移転。
- 10月31日 - 前原店を前原市浦志2丁目12番18号から現在地に移転。
  - 11月30日 - 北九州市八幡西区に黒崎店を開店。
- 2009年（平成21年）4月24日 - 北九州市小倉南区に小倉東インター店を開店。
- 2010年（平成22年）- 糸島市発足に伴い、店名を前原店から糸島店に変更。
- 2013年（平成25年）
  - 3月12日 - 福岡市東区に千早店を開店。
  - 11月3日 - 春日市に春日店を開店。
- 2016年（平成28年）- 創業100周年。
- 2017年（平成29年）
  - 3月20日 - 熊本市中央区に黒髪店を開店。
  - 10月20日 - 久留米市に上津バイパス店を開店。
- 2018年（平成30年）
  - 1月31日 - 糸島市の糸島店が閉店。
  - 2月20日 - 筑紫通店が閉店。
  - 2月21日 - 福岡市博多区に板付インター店を開店。
- 2023年（令和5年）
  - 5月9日 - 千代店が閉店。
  - 5月11日 - 八女市に八女店を開店。
  - 10月12日 - 春日市に春日南店を開店。

## 店舗

### 販売店
- 販売姪浜店 - 福岡市西区姪浜駅南1-3-1
- 販売古賀店 - 古賀市今の庄3-17-10
- 販売春日店 - 春日市岡本1丁目106-1
- 販売久留米店 - 久留米市東櫛原町1025
- 販売黒崎店 - 北九州市八幡西区西曲里町1-1

### 質・買取店
- 姪浜駅店 - 福岡市西区姪浜駅南3-1-22
- 福重店 - 福岡市西区石丸4-10-8
- 天神店 - 福岡市中央区渡辺通5-3-14
- 百年橋通店 - 福岡市博多区美野島2-16-12
- 半道橋店 - 福岡市博多区東那珂2-12-15
- 板付インター店 - 福岡市博多区三筑1-1-11
- 千早店 - 福岡市東区千早4-1-1
- 野芥店 - 福岡市早良区野芥2-2-27
- 春日店 - 春日市岡本1丁目106-1
- 春日南店 - 春日市春日4-99
- 久留米店 - 久留米市東櫛原町1105-5
- 上津バイパス店 - 久留米市藤光1-3-29
- 八女店 - 福岡県八女市蒲原1065番地1
- 太宰府インター店 - 大野城市御笠川5-9-1
- 古賀店 - 古賀市今の庄3-12-7
- 那珂川店 - 那珂川市今光5丁目111
- 小倉店 - 北九州市小倉北区馬借3-7-31
- 小倉東インター店 - 北九州市小倉南区湯川新町3-26-70
- 黒崎店 - 北九州市八幡西区西曲里町1-1
- 熊本インター店 - 熊本県熊本市東区石原2-3-10
- 黒髪店 - 熊本県熊本市中央区黒髪3-1-1

## TVCM出演者
- カンニング竹山 （2017 - 2018年）
- 山下真司（2015年）
- 小峠英二（2014年)「買いトリくん」の実写版として出演。
- おいでやすこが（2023年4月 - 2025年3月）
- 立木文彦（2025年4月 - ）